# Franciscus Kenninck
Franciscus Kenninck (Den Helder, 18 giugno 1859 – Utrecht, 10 febbraio 1937) è stato un arcivescovo vetero-cattolico olandese.
Fu ordinato presbitero nel 1888. In precedenza, nel 1886, era stato nominato professore di esegesi biblica. Nel 1898 divenne parroco di Amersfoort.
Dopo la morte dell'arcivescovo di Utrecht Gerardus Gul nel febbraio del 1920, Kenninck fu scelto a rivestire quella carica, che resse fino alla morte avvenuta nel 1937.

## Genealogia episcopale
La genealogia episcopale è:
CHIESA CATTOLICA
- Cardinale Scipione Rebiba
- Cardinale Giulio Antonio Santori
- Cardinale Girolamo Bernerio, O.P.
- Arcivescovo Galeazzo Sanvitale
- Cardinale Ludovico Ludovisi
- Cardinale Luigi Caetani
- Vescovo Giovanni Battista Scanaroli
- Cardinale Antonio Barberini iuniore
- Arcivescovo Charles-Maurice le Tellier
- Vescovo Jacques Bénigne Bossuet
- Vescovo Jacques de Goyon de Matignon
- Vescovo Dominique Marie Varlet

CHIESA ROMANO-CATTOLICA OLANDESE DEL CLERO VETERO EPISCOPALE
- Arcivescovo Petrus Johannes Meindaerts
- Vescovo Johannes van Stiphout
- Arcivescovo Walter van Nieuwenhuisen
- Vescovo Adrian Jan Broekman
- Arcivescovo Jan van Rhijn
- Vescovo Gisbert van Jong
- Arcivescovo Willibrord van Os
- Vescovo Jan Bon
- Arcivescovo Johannes van Santen

CHIESA VETERO-CATTOLICA
- Arcivescovo Hermann Heykamp
- Vescovo Gasparus Johannes van Rinkel
- Arcivescovo Gerardus Gul
- Vescovo Henricus Johannes Theodorus van Vlijmen
- Arcivescovo Franciscus Kenninck

| Controllo di autorità | VIAF (EN) 291281710 · ISNI (EN) 0000 0003 9634 4600 |